# Herdís Stefánsdóttir
Herdís Stefánsdóttir (geboren in Reykjavík, Island) ist eine isländische Filmkomponistin, Multimedia-Komponistin und Songwriterin. Sie macht elektronische Musik.

## Leben und beruflicher Werdegang
Herdís Stefánsdóttir besuchte die Schule Menntaskólinn í Reykjavík. 2010 bis Juni 2013 studierte sie Music Composition an der Iceland Academy of the Arts, von 2013 bis Mai 2017 an der New York University. Dort schloss sie ihr Studium der Filmmusik (Scoring for Film, Television and Video Games) mit dem Master of Arts ab.
Seit ihrem Abschluss hat Herdís Stefánsdóttir zwei Spielfilme, eine HBO-Serie und einige Kurzfilme vertont. Zu ihren Filmkompositionen gehören der MGM/Warner-Bros.-Spielfilm The Sun is also a Star von Ry Russo-Young und die HBO-Serie We’re Here. Für ihre Filmmusik zu The Sun is also a Star wurde Herdís Stefánsdóttir für die Icelandic Music Awards nominiert.
Herdís Stefánsdóttir war Praktikantin des Oscar-nominierten Komponisten Jóhann Jóhannsson in Berlin, während er an dem Film Arrival (2016) arbeitete. Sie hat zahlreiche Kurzfilme vertont, die weltweit auf  Festivals uraufgeführt wurden, so etwa bei der Berlinale, beim Sundance und beim Palm Springs International Film Festival.
Im Jahr 2015 gründete Herdís Stefánsdóttir zusammen mit Thelma Marín Jónsdóttir das Elektro-Pop-Duo East of My Youth. Das Duo war auf renommierten Musikfestivals zu Gast, etwa dem SxSW, Eurosonic Noorderslag und Iceland Airwaves.
Herdís Stefánsdóttir lebt in Los Angeles und Reykjavík.

## Filmografie
- 2019: The Last Man
- 2019: The Sun is also a Star
- 2020: We’re Here (Fernsehserie)
- 2021: Y: The Last Man (Fernsehserie)
- 2021–2022: Blackport (Verbúðin, Fernsehserie)
- 2022: Die Schlange von Essex (The Essex Serpent, Fernsehserie)
- 2023: Knock at the Cabin[4]
- 2024: Trap: No Way Out (Trap)

## Diskografie (Mit Elektro-Pop-Duo East of My Youth)
Singles
- 2014: Lemonstars

## Auszeichnungen
- 2020: Nominiert für die Icelandic Music Awards für The Sun is also a Star[5]
- 2023: Gewinnerin Edda Award: Best Music (Tónlist í kvikmynd/sjónvarpi), Blackport
- 2023: Nominiert für den HMMA Award: Best Original Score – Horror/Thriller Film: Knock at the Cabin
- 2023: Nominiert für den Discovery of the Year Award bei den World Soundtrack Awards[6]